# 佐賀労働局
佐賀労働局（さがろうどうきょく）は、佐賀県佐賀市にある日本の都道府県労働局で、佐賀県を管轄している。

## 所在地
- 本局 佐賀県佐賀市駅前中央三丁目3番20号 佐賀第2合同庁舎

## 組織
局長
- 総務部
  - 総務課、企画室、労働保険徴収室
- 労働基準部
  - 監督課、健康安全課、賃金室、労災補償課
- 職業安定部
  - 職業安定課、職業対策課、需給調整事業室、求職者支援室
- 雇用均等室

## 出先機関
労働基準監督署の名称、位置及び管轄区域については、厚生労働省組織規則（平成13年1月6日厚生労働省令第1号）別表第4で定められている。
| 労働基準監督署名称   | 所在地   | 管轄区域                                                                                           |
| -------------------- | -------- | -------------------------------------------------------------------------------------------------- |
| 佐賀労働基準監督署   | 佐賀市   | 佐賀市、鳥栖市、多久市、小城市、神埼市、神埼郡（吉野ヶ里町）、三養基郡（基山町、上峰町、みやき町） |
| 唐津労働基準監督署   | 唐津市   | 唐津市、東松浦郡（玄海町）                                                                         |
| 武雄労働基準監督署   | 武雄市   | 武雄市、鹿島市、嬉野市、杵島郡（大町町、江北町、白石町）、藤津郡（太良町）                         |
| 伊万里労働基準監督署 | 伊万里市 | 伊万里市、西松浦郡（有田町）                                                                       |

### 公共職業安定所（ハローワーク）
公共職業安定所とその出張所の名称、位置及び管轄区域については、厚生労働省組織規則別表第5で定められている。
| 公共職業安定所名称   | 所在地   | 管轄区域                                                           |
| -------------------- | -------- | ------------------------------------------------------------------ |
| 佐賀公共職業安定所   | 佐賀市   | 佐賀市、多久市、小城市、神埼市                                     |
| 唐津公共職業安定所   | 唐津市   | 唐津市、東松浦郡（玄海町）                                         |
| 武雄公共職業安定所   | 武雄市   | 武雄市、杵島郡（大町町、江北町、白石町（旧・有明町を除く））       |
| 伊万里公共職業安定所 | 伊万里市 | 伊万里市、西松浦郡（有田町）                                       |
| 鳥栖公共職業安定所   | 鳥栖市   | 鳥栖市、神埼郡（吉野ヶ里町）、三養基郡（基山町、上峰町、みやき町） |
| 鹿島公共職業安定所   | 鹿島市   | 鹿島市、嬉野市、杵島郡（白石町〈旧・有明町〉）、藤津郡（太良町）   |

## 管轄
- 佐賀県全域